# أسطورة النحل
أسطورة النحل (بالإنجليزية: The Fable of the Bees) هو كتاب للفيلسوف الاجتماعي الأنجلو هولندي برنارد ماندفيل وهي تتألف من القصيدة الساخرة لتذمر خلية نحل وقد تم نشرها لأول مرة دون الكشف عن هوية الكاتب في عام 1705 ثم مقالة توضح وتشرح الهدف من القصيدة في أصل الفضيلة الأخلاقية في عام 1723 وقد تم نشر طبعة ثانية بمقالين جديدين.
في تذمر خلية نحل، يصف ماندفيل مجتمع النحل الذي يزدهر حتى يقرر النحل العيش بالصدق والفضيلة. عندما يتخلون عن رغبتهم في تحقيق مكاسب شخصية، ينهار اقتصاد خليتهم، ويواصلون عيش حياة بسيطة وفاضلة في شجرة جوفاء. تسببت فكرة ماندفيل - أن الرذائل الخاصة تخلق منافع اجتماعية - في فضيحة عندما تحول انتباه الجمهور إلى العمل، خاصة بعد طبعته عام 1723.

## وصلات خارجية
- أسطورة النحل على موقع الموسوعة البريطانية (الإنجليزية)